# Coupe Banque Nationale 2015
Il Coupe Banque Nationale 2015 è stato un torneo di tennis giocato sul cemento indoor. È stata la 23ª edizione del Coupe Banque Nationale, che fa parte della categoria International nell'ambito del WTA Tour 2015. Si è giocato al PEPS sport complex di Québec City in Canada, dal 14 al 20 settembre 2015.

## Partecipanti

### Teste di serie
| Nazionalità | Giocatrice           | Ranking* | Teste di serie |
| ----------- | -------------------- | -------- | -------------- |
| Stati Uniti | Madison Keys         | 19       | 1              |
| Croazia     | Mirjana Lučić-Baroni | 48       | 2              |
| Germania    | Mona Barthel         | 53       | 3              |
| Rep. Ceca   | Lucie Hradecká       | 56       | 4              |
| Germania    | Annika Beck          | 62       | 5              |
| Germania    | Tatjana Maria        | 66       | 6              |
| Russia      | Evgenija Rodina      | 94       | 7              |
| Belgio      | An-Sophie Mestach    | 102      | 8              |

* Le teste di serie sono basate sul ranking al 31 agosto 2015

### Altre partecipanti
Le seguenti giocatrici hanno ricevuto una wild card per il tabellone principale:
- Françoise Abanda[1]
- Sharon Fichman
- Madison Keys

La seguente giocatrice è entrata usando il ranking protetto:
- Tamira Paszek

Le seguenti giocatrici sono passate dalle qualificazioni:

- Julia Boserup
- Samantha Crawford
- Amandine Hesse
- Kateryna Kozlova
- Mandy Minella
- Jessica Pegula

La seguente giocatrice è entrata come lucky loser:
- Naomi Broady
- Nadežda Kičenok

## Campionesse

### Singolare
Annika Beck ha sconfitto in finale  Jeļena Ostapenko con il punteggio di 6-2, 6-2.
- È il secondo titolo in carriera per la Beck, primo della stagione.

### Doppio
Barbora Krejčíková /  An-Sophie Mestach hanno sconfitto in finale  María Irigoyen /  Paula Kania con il punteggio di 4-6, 6-3, [12-10].